# 1. ŽNL Dubrovačko-neretvanska 2001./02.
Ovaj članak je podtema članka: 4. rang HNL-a 2001./02.

1. ŽNL Dubrovačko-neretvanska u sezoni 2001./2002. predstavlja ligu četvrtog ranga hrvatskog nogometnog prvenstva. Prvak je bio Gusar Komin koji je išao u kvalifikacije za viši rang natjecanja, ali se nisu plasirali u 3. HNL – Jug.
Sudionici ovog natjecanja su nogometni klubovi na području najjužnije hrvatske županije, Dubrovačko-neretvanske. Sudjelovalo je 13 klubova koji su igrali ligu od 24 kola dvokružnim sistemom. Pobjednik je bio NK Gusar Komin. 

## Sudionici
- Croatia – Gabrili
- Gusar – Komin
- Hajduk – Vela Luka
- Maestral – Krvavac
- Metković – Metković
- Neretvanac – Opuzen
- Orebić – Orebić
- Omladinac – Lastovo
- Slaven – Gruda
- Sokol – Dubravka
- SOŠK – Ston
- Zmaj – Blato
- Župa dubrovačka – Čibača

## Ljestvica
| Poz. | Momčad            | U  | P  | N | I  | G+ | G– | G+/– | Bod. | Nastavak natjecanja ili ispadanje |
| ---- | ----------------- | -- | -- | - | -- | -- | -- | ---- | ---- | --------------------------------- |
| 1.   | Gusar (P)         | 24 | 18 | 3 | 3  | 57 | 18 | +39  | 57   | Kvalifikacije za 3. HNL – Jug     |
| 2.   | Hajduk Vela Luka  | 24 | 17 | 4 | 3  | 67 | 19 | +48  | 55   |                                   |
| 3.   | Croatia Gabrili   | 24 | 14 | 3 | 7  | 49 | 28 | +21  | 45   |                                   |
| 4.   | Orebić            | 24 | 13 | 3 | 8  | 73 | 34 | +39  | 42   |                                   |
| 5.   | Zmaj Blato        | 24 | 12 | 4 | 8  | 57 | 34 | +23  | 40   |                                   |
| 6.   | Župa dubrovačka   | 24 | 10 | 3 | 11 | 51 | 32 | +19  | 33   |                                   |
| 7.   | Sokol             | 24 | 9  | 6 | 9  | 34 | 42 | −8   | 33   |                                   |
| 8.   | Neretvanac        | 24 | 9  | 4 | 11 | 27 | 33 | −6   | 29   |                                   |
| 9.   | Slaven Gruda      | 24 | 7  | 4 | 13 | 35 | 52 | −17  | 25   |                                   |
| 10.  | Metković          | 24 | 8  | 1 | 15 | 40 | 63 | −23  | 24   |                                   |
| 11.  | SOŠK Ston         | 24 | 6  | 5 | 13 | 31 | 65 | −34  | 23   |                                   |
| 12.  | Maestral          | 23 | 6  | 4 | 13 | 36 | 60 | −24  | 18   |                                   |
| 13.  | Omladinac Lastovo | 23 | 3  | 2 | 18 | 21 | 83 | −62  | 10   |                                   |

1. ↑  2 boda oduzeto od saveza.
2. ↑  1 bod oduzet od saveza.
3. ↑  4 boda oduzeta od saveza.
4. ↑  1 bod oduzet od saveza.

## Doigravanje za 3. HNL – Jug
U doigravanju sudjeluju četiri prvaka županijskih liga na prostoru Dalmacije. Igraju se dvije utakmice, a parovi se dobivaju izvlačenjem. Pobjednici doigravanja plasiraju se u viši rang natjecanja.
Prvaci županijskih liga u sezoni 2001./2002.:
- 1. ŽNL Dubrovačko-neretvanska – Gusar Komin
- 1. ŽNL Splitsko-dalmatinska – Jadran Kaštel Sućurac
- 1. ŽNL Šibensko-kninska – Vodice
- 1. ŽNL Zadarska – Pag

| Prva momčad           | Rez. | Druga momčad | 1. ut. | 2. ut. |
| --------------------- | ---- | ------------ | ------ | ------ |
| Vodice                | 0:4  | Pag          | 0:0    | 0:4    |
| Jadran Kaštel Sućurac | 5:1  | Gusar Komin  | 3:0    | 2:1    |

u Treću HNL – Jug 2002./2003. plasirali su se NK Pag i HNK Jadran Kaštel Sućurac.

## Vanjske poveznice
- Facebook stranica ŽNS Dubrovačko-neretvanskog
- Županijski nogometni savez Dubrovačko-neretvanske županije